# Walldürn
Walldürn település Németországban, azon belül Baden-Württembergben. Lakosainak száma 11 760 fő (2023. december 31.).

## Népesség
A település népessége az elmúlt években az alábbi módon változott:
| Lakosok száma | 10 616 | 11 380 | 10 974 | 10 505 | 10 350 | 11 168 | 11 950 | 11 934 | 11 225 | 11 760 |
|               | 1961   | 1967   | 1974   | 1980   | 1987   | 1993   | 2000   | 2006   | 2013   | 2023   |